# Cray Inc.
Cray Inc. (NASDAQ: CRAY) es un fabricante estadounidense de  supercomputadoras establecido en Seattle, Washington. La compañía predecesora, Cray Research, Inc. (CRI), fue fundada en 1972 por el diseñador de ordenadores Seymour Cray. Siendo ya una leyenda en su campo en ese momento, Cray puso la compañía a la vista del público en 1976 con el lanzamiento del ordenador vectorial Cray-1. Seymour Cray llevó la empresa a su siguiente paso creando Cray Computer Corporation (CCC) en 1989, la cual se declaró en bancarrota en 1995, mientras que Cray Research fue adquirida por SGI al año siguiente. Cray Inc. fue creada en 2000 cuando Tera Computer Company adquirió el negocio de Cray Research Inc. a SGI y adoptó el nombre con la adquisición.

## Historia de la compañía

### ERA, CDC y Cray Research: de 1950 a 1996
Seymour Cray comenzó trabajando en el campo de la computación en 1950 cuando se unió a Engineering Research Associates (ERA) en Saint Paul, Minnesota. Allí, ayudó a crear la ERA 1103, recordada como la primera computadora científica exitosa. ERA se convirtió eventualmente, en parte de la UNIVAC. Dejó la compañía en 1960, pocos años después de que anteriores miembros de ERA establecieran la empresa Control Data Corporation (CDC). Estableció un laboratorio en su casa en Chippewa Falls, Wisconsin, como a unos 140 kilómetros al este de allí.
Cray obtuvo una serie de éxitos en CDC, incluyendo el CDC 6600 y el CDC 7600. Sin embargo, la compañía tuvo dificultades financieras hacia finales de la década de 1960 y los fondos de desarrollo para su siguiente proyecto, el CDC 8600 fueron escasos. Cuando en 1972 se le dijo que el proyecto sería puesto «en espera», Cray salió para formar su propia compañía, Cray Research Inc., con instalaciones de investigación y desarrollo en Chippewa Falls y su centro de negocios en Minneapolis.

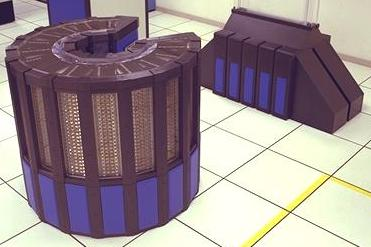
Supercomputador Cray-2.

El Cray-1 fue un gran éxito en su lanzamiento, más rápido que todos los ordenadores de su tiempo excepto el ILLIAC IV. El primer sistema fue vendido en el primer mes por 8,8 millones de dólares. Seymour Cray continuó trabajando, esta vez en el Cray-2, aunque terminó siendo sólo ligeramente más rápido que el Cray X-MP, desarrollado por otro equipo de la compañía.
Pronto dejó el cargo de CEO para convertirse en un contratista independiente. Cray comenzó un nuevo laboratorio de VLSI para el Cray-2 en Boulder, Colorado, Cray Laboratories, en 1979.  Los laboratorios fueron cerrados en 1982, pero Cray más tarde se enfocó hacia el siguiente paso, en 1989, formando Cray Computer Corporation (CCC) en Colorado Springs. Seymour Cray trabajó allí en el proyecto Cray-3, el primer intento de usar a gran escala semiconductores de arseniuro de galio (GaAs) en la computación. Sin embargo, el cambio del clima político (el colapso del Pacto de Varsovia y el final de la Guerra Fría) tuvo como resultado bajas ventas (solo se vendió un Cray-3), y la compañía cayó, entrando, finalmente, en bancarrota en 1995.  Los remanentes de CCCs se convirtieron en la última corporación de Cray: SRC Computers, Inc., que aún subsiste.
Cray Research continuó el desarrollo junto con una línea separada de ordenadores, inicialmente liderados por Steve Chen y el Cray X-MP, y entonces, tras la salida de Chen, añadiendo el Cray Y-MP, el Cray C90 y el Cray T90. Todas estas máquinas estaban basadas en la arquitectura original Cray-1, pero incorporaban múltiples procesadores, ciclos de procesamiento más rápidos y líneas de procesamiento vectorial más amplias para obtener un rendimiento mucho mayor. Debido a la incertidumbre del proyecto Cray-2, comenzaron a aparecer un número de empresas que producían código compatible con Cray, Crayette, como: Scientific Computer Systems (SCS), American Supercomputer, Supertek, y, por lo menos, otra empresa más. No estaban hechas para competir contra Cray, estas firmas intentaban ser menos costosas con versiones CMOS más lentas del X-MP con la entrega del sistema operativo COS Cray operating system (SCS) y el compilador Fortran CFT. Todas estas empresas también consideraron el sistema operativo CTSS desarrollado por National labs (LANL/LLNL), mucho antes de ceder a la ola del Unix.

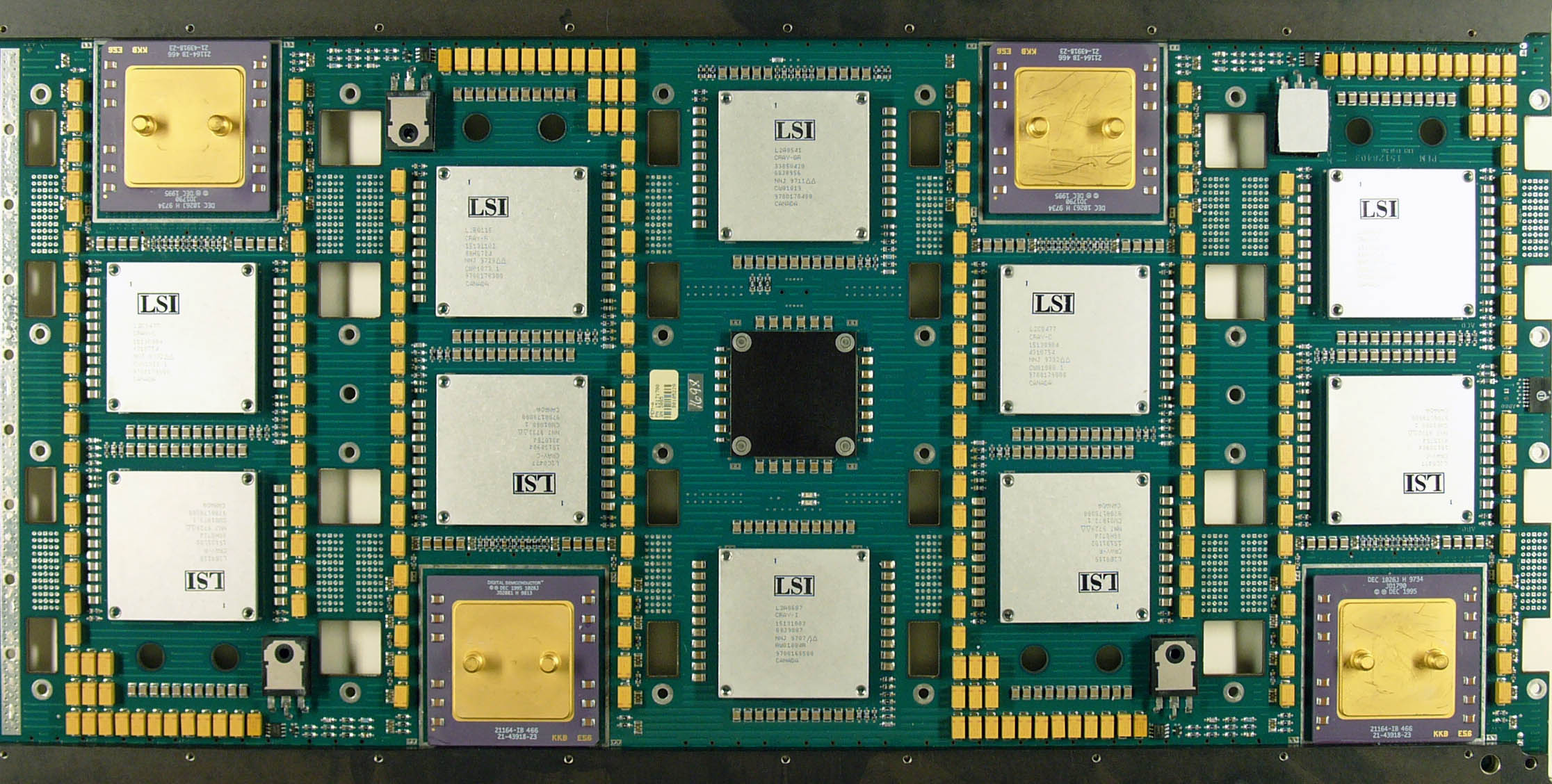
Tarjeta Procesador Cray T3E.

A finales de la década de 1980 el mercado de alto rendimiento empezó a ser tomado por ordenadores de computación paralela, liderado por los pioneros Thinking Machines, Kendall Square Research, nCUBE, MasPar y Meiko Scientific. Al comienzo Cray Research denigraba tales desarrollos, argumentando que el desarrollo de software para poder usar de manera efectiva estas máquinas era difícil, lo cual era cierto en la era del ILLIAC IV, pero era mucho menor entonces. Finalmente comprendieron que este enfoque era tal vez la única forma de avanzar y comenzaron un proyecto de cinco años para ponerse también al frente de esta área. El resultado fueron las series basadas en DEC, Alpha, Cray T3D y Cray T3E, las cuales, irónicamente dejaron a Cray Research como el único proveedor de superordenadores en el mercado en el 2000.
Los ordenadores Cray eran máquinas extremadamente costosas, y el número de unidades vendidas era pequeño comparado con los mainframes. Por esto, la mayoría de los centros con una instalación Cray se consideraban de prestigio al ser miembros del «club exclusivo» de operadores de Cray. Esta percepción también se extendía a los países. Para aumentar la sensación de exclusividad, el departamento de marketing de Cray Research tenía unas corbatas con un mosaico de pequeñas banderas mostrando el pequeño club de países que operaban equipos Cray.
A finales de 1980 y comienzos de los 1990 un cierto número de nuevos vendedores introdujeron pequeños superordenadores, conocidos como minisupercomputadoras (en oposición a los superminis), que empezaron a desgastar el mercado que de otra manera se consideraría una máquina Cray de bajo nivel. Fue particularmente popular la serie de Computadores Convex, así como un pequeño número de máquinas en paralelo de baja escala de compañías como Pyramid Technology y Alliant Computer Systems. Una de tales compañías fue Supertek, cuya máquina S-1 fue una implementación CMOS refrigerada por aire del procesador X-MP. Cray adquirió Supertek en 1990 y vendió el S-1 como el Cray XMS, pero la máquina demostró ser problemática. Mientras tanto el S-2, un clon del Y-MP, fue más tarde ofrecido como el Cray Y-MP EL (más tarde se convirtió en la EL90), la cual comenzó a venderse en números razonables en 1991 y 1992. Estos sistemas fueron vendidos a compañías más pequeñas, especialmente para la exploración de petróleo. Esta línea evolucionó en el Cray J90 y por fin en el Cray SV1 en 1998.
En diciembre de 1991, Cray adquirió algunos activos de Floating Point Systems, otro proveedor de minisuperordenadores que se había trasladado al mercado de servidores de archivos con la línea Modelo 500 basado en SPARC. Estas máquinas SMP escalaron hasta procesadores de 64 bits y ejecutaban una versión modificada del sistema operativo Solaris de Sun Microsystems. Cray estableció Cray Research Superservers, Inc. (más tarde la Business Systems Division) para vender este sistema como Cray S-MP, reemplazándolo con el Cray CS6400. A pesar de que estas máquinas eran de las más poderosas disponibles cuando se aplicaban las cargas de trabajo apropiadas, Cray nunca tuvo gran éxito en este mercado, posiblemente debido a que era un extraño en este mercado ya establecido.

### Silicon Graphics: de 1996 a 2000
Cray Research se fusionó con Silicon Graphics (SGI) en febrero de 1996. En ese momento la industria criticó en gran media este movimiento, argumentando que había poca superposición en términos de mercado o tecnología, entre las dos empresas. El fundador Seymour Cray murió en un accidente de tráfico un año después.
SGI vendió inmediatamente el negocio de superservidores a Sun, que rápidamente convirtió el proyecto basado en el UltraSPARC, Starfire, en la línea extremadamente exitosa de servidores Enterprise 10000.
SGI utilizó cierto número de tecnologías Cray en su intento por moverse desde el mercado de las estaciones de trabajo gráficas al de la supercomputación. Elementos claves dentro de esto fueron las tecnologías de bus de datos HIPPI data-bus y los detalles de interconexión usados en la serie T3, desarrollados por Cray.
La estrategia a largo plazo de SGI fue unir su línea de servidores de alto nivel con la línea de productos de Cray en dos fases, con el nombre código SN1 y SN2 (SN de Scalable Node, ‘nodo escalable’). El SN1 debería reemplazar los sistemas T3E y SGI Origin 2000 y convertirse en el SN-MIPS o la arquitectura SGI Origin 3000. El SN2 fue originalmente enfocado para unificar todas las líneas de productos de alto nivel o superordenadores, incluyendo el T90 en una sola arquitectura. Este objetivo nunca se logró antes de que SGI se dividiera del negocio de Cray, y el nombre SN2 fue luego asociado con el SN-IA o la arquitectura SGI Altix 3000.
Durante el tiempo en que fue propiedad de SGI, solo una nueva línea de modelos, la SV1, fue lanzada en 1998. Ésta fue una arquitectura en cluster SMP vector processor architecture, desarrollo de la tecnología J90.
SGI estableció una unidad de negocio separada de investigación Cray (Cray Research Business Unit) en agosto de 1999 en preparación de una separación. El 2 de marzo de 2000, la unidad fue vendida a Tera Computer Company. Tera Computer Company fue entonces renombrada como Cray Inc. cuando el negocio se concretó el 4 de abril.

### Cray Inc.: de 2000 al presente
Después de la fusión con Tera, el sistema MTA Tera fue relanzado como el Tera Cray MTA-2. Este no fue comercialmente exitoso y se suministraron a solo dos clientes. Cray Inc. también cambió la marca al superordenador NEC SX-6 como Cray SX-6 y adquirió los derechos exclusivos para vender el SX-6 en Estados Unidos, Canadá y México.
En 2002, Cray Inc. anunció su primer nuevo modelo, el Cray X1 con arquitectura de superordenador vector/MPP. Previamente conocido como el SV2, el X1 es el resultado final del concepto inicial SN2 que se originó durante los años de SGI. En mayo de 2004 se anunció que Cray sería uno de los socios en el proyecto del ordenador más rápido del U.S. Department of Energy, para construir una máquina de 50 teraflops para el Oak Ridge National Laboratory. Para noviembre de 2004, el Cray X1 había obtenido un rendimiento máximo de 5,9 teraflops, siendo el vigésimo noveno superordenador más rápido en el mundo. Desde esto, el X1 ha sido sobrepasado por el X1E, con procesadores de doble núcleo más rápidos.
El 4 de octubre de 2004, la compañía anunció la gama de superordenadores de nivel básico Cray XD1 que usa CPUs AMD Opteron dual-core ejecutando Linux. Este sistema fue previamente conocido como el OctigaBay 12K antes de la adquisición por parte de Cray de esa compañía. El XD1 provee un Xilinx Virtex II Pro field-programmable gate array (FPGA) con cada nodo de los cuatro procesadores Opteron. Los FPGAs pueden ser configurados para abarcar diferentes diseños de hardware digital y por eso pueden aumentar el procesamiento o la capacidad de entrada/salida de los procesadores Opteron. Además, cada FPGA contiene un par de procesadores PowerPC 405 que se suman a la ya considerable potencia de cada uno de los nodos.
También en 2004, Cray completó el sistema Red Storm para los laboratorios Sandia National Laboratories. Eran procesadores agrupados en armarios de 96 procesadores, con un máximo teórico de 300 armarios en cada máquina, y una velocidad de estimada de 41,5 teraflops. El superordenador masivamente paralelo Cray XT3 fur una versión comercial de Red Storm, similar en muchos aspectos a la anterior arquitectura T3E, pero, como el XD1, usando procesadores AMD Opteron. El Cray XT4, introducido en 2006 añadió soporte para memorias DDR2, y los más recientes procesadores Opteron de doble y cuádruple núcleo. El XT4 también permitió a los chips FPGA conectarse directamente en los zócalos de los procesadores, a diferencia del XD1, que requería un zócalo para el coprocesador the FPGA. El XT4 también usaba el coprocesador de comunicaciones de segunda generación SeaStar2.
El 13 de noviembre de 2006, Cray anunció un nuevo sistema, el Cray XMT, basado en las series máquinas MTA, y espera suministrar las máquinas en 2007. Este sistema combina procesadores combines multi-threaded, como los usados en los sistemas Tera originales, y los SeaStar2 interconectados usados por los XT4. Mediante la reutilización de  ASICs, placas, armarios, y software de sistema usados por los productos XT4 de volumen comparativamente mayor pudo ser reducido el coste de producción del muy especializado MTA. 
En 2006, Cray anunció una nueva visión de productos denominada 'Adaptive Supercomputing'. La primera generación de tales sistemas, denominada Rainier Project, usa una interconexión de red, entorno de programación, diseño de armario, y subsistema I/O comunes. Estos sistemas incluyen al XT4, y al XMT. La segunda generación, lanzada como el XT5h, permite al sistema combinar elementos de computación de diversos tipos en un sistema común, compartiendo infraestructura. El XT5h es capaz de combinar procesadores Opteron, vector, multithreaded, y  FPGA en un sistema único. Lo más probable es que los sistemas de la siguiente generación Cascade hagan uso de futuros procesadores multi-núcleo y/o poli-núcleo Opteron e Intel así como aceleradores de vectorización y multithreading. Está programado que Cascade sea introducido en algún momento entre 2011 y 2013.
En abril de 2008, Cray e Intel anunciaron que desearían cooperar en futuros sistemas de superordenador. El primer producto de esta colaboración, el Cray CX1, fue lanzado en septiembre de ese mismo año. Es un sistema de servidores blade, que comprende procesadores Intel Xeon de hasta 16 de doble o cuádruple núcleo, con Microsoft Windows HPC Server 2008 o Red Hat Enterprise Linux instalados.
En el otoño de 2008, Cray entregó un sistema XT5 de 1,3 petaflops al National Center for Computational Sciences en los Oak Ridge National Laboratories. Este sistema, con más de 150.000 núcleos de proceso, fue denominado Jaguar y fue el segundo sistema más rápido del mundo según LINPACK, el sistema más rápido disponible para open science y el primer en superar un rendimiento sostenido de petaflops en una aplicación científica de 64-bit.